# Franklyn Farnum

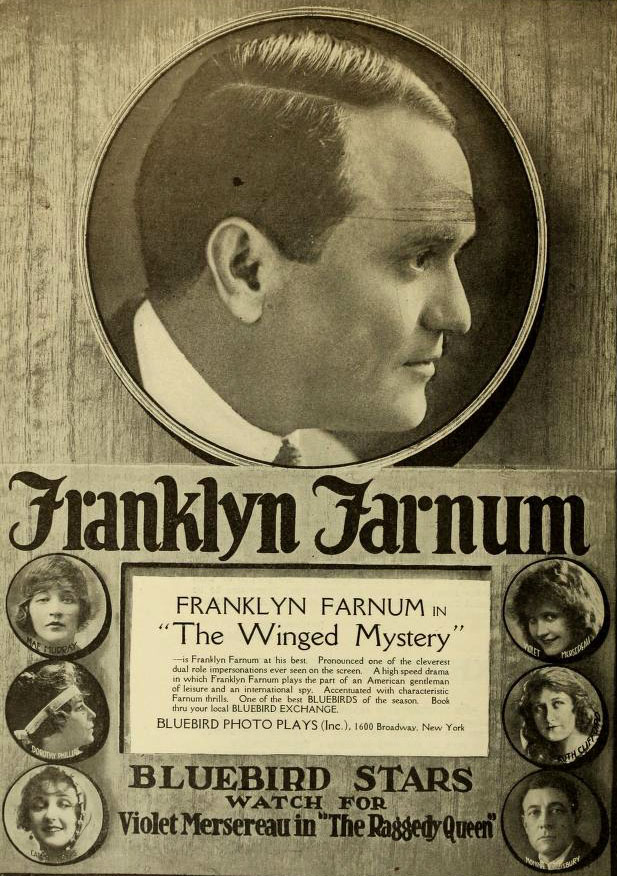
Farnun em cartaz publicitário de The Winged Mystery (1917)

Franklyn Farnum, cujo nome verdadeiro era William Smith (5 de junho de 1878 – 4 de julho de 1961), foi um ator de cinema estadunidense que iniciou sua carreira na era do cinema mudo e atuou em 433 filmes entre 1916 e 1961. Atuou em sete filmes vencedores de Oscar, entrando para a lista de atores que mais apareceram em filmes premiados.

## Biografia
Nascido em Boston, Massachusetts, em 1878, Farnum se tornou ator em vaudeville aos 12 anos, atuando em teatro e musicais até ingressar no cinema mudo, aos 38 anos de idade. Seu primeiro papel foi em The Heart of a Show Girl, em 1916, ao lado de Ella Hall, pela Rex Motion Picture Company.
Nos anos 1920, continuou a atuar no teatro e em musicais, tendo entre suas peças Keep It Clean, Ziegfeld 9 O'Clock Frolic e Ziegfeld Midnight Frolic.
Sua carreira foi dominada principalmente por Westerns, e foi uma das estrelas da Canyon Pictures Corporation. Entre seus filmes mais famosos, destacam-se o seriado Vanishing Trails (1920)  e os filmes The Clock (1917), The Firebrand (1922), The Drug Store Cowboy (1925), e The Gambling Fool (1925). Em 1925, deixou os filmes, retornando mais tarde, com o advento do som, e continuou em pequenos papéis na década de 1950. Seu último papel foi na série Rawhide, no episódio Incident of the Painted Lady, de 12 de maio de 1961.
Atuou em sete filmes vencedores de Oscar, entrando para a lista de atores que mais apareceram em filmes premiados: The Life of Emile Zola (1937), Going My Way (1944) (não-creditado), The Lost Weekend (1945), Gentleman's Agreement (1947), All About Eve (1950), The Greatest Show on Earth (1952) e Around the World in Eighty Days (1956).

## Vida pessoal e morte

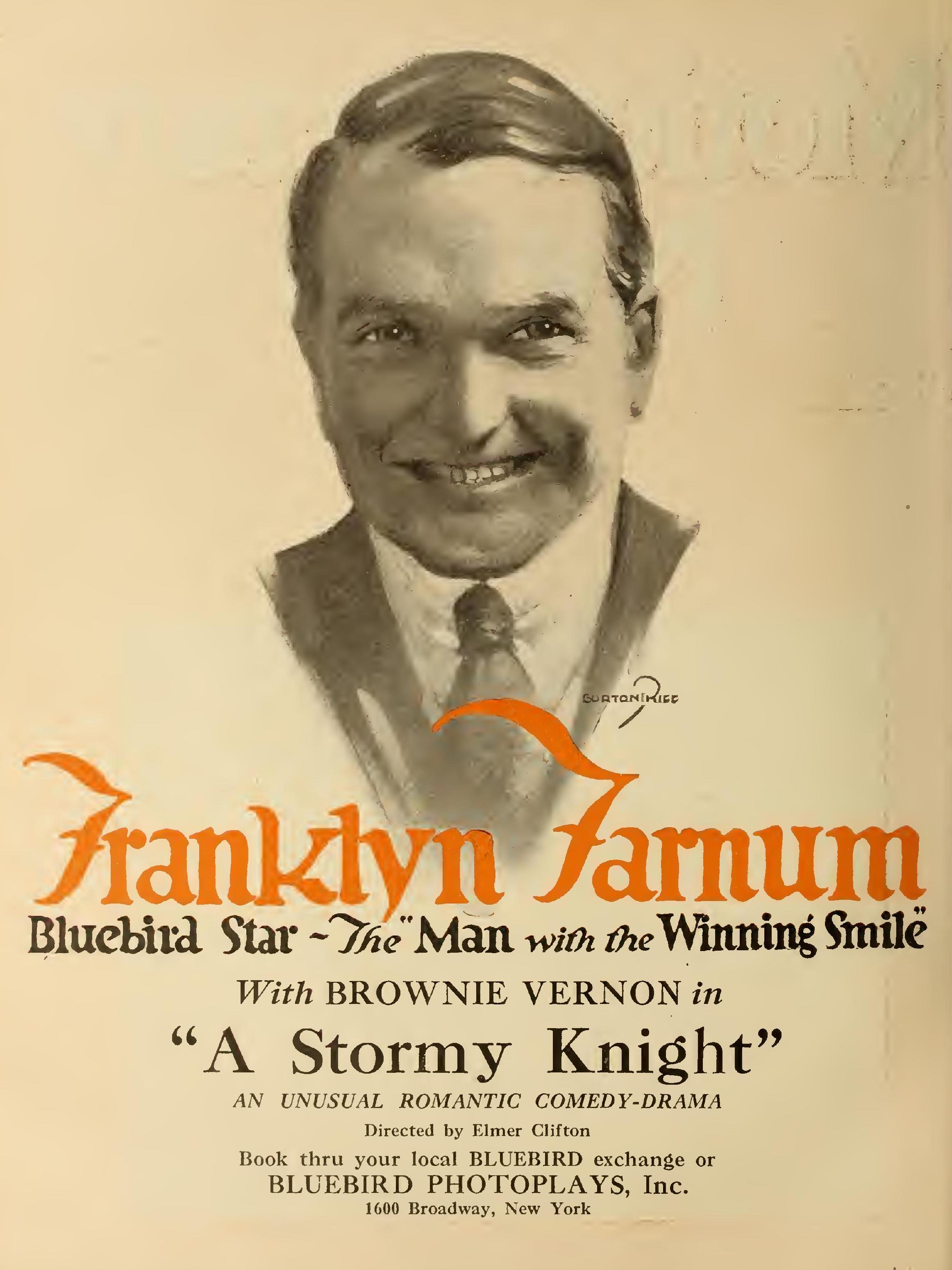
Farnum na capa da Motion Picture News (julho-agosto de 1917).

Farnum casou três vezes. Seu primeiro casamento foi com Edith (1880-1888); o segundo com Mary E. Casey (1893-1900), com quem teve uma filha, Martha Lillian Smith, que nasceu em 3 de março de 1898; o terceiro foi com a atriz Alma Rubens, quase vinte anos mais jovem, num casamento que durou apenas um mês, entre 14 de junho e julho de 1918.
Farnum morreu de câncer em Woodland Hills, Califórnia, em 1961, aos 83 anos. Está sepultado no Pierce Brothers Valhalla Memorial Park, em Los Angeles.

## Filmografia parcial
- The Empty Gun (1917)
- Anything Once (1917)
- The Scarlet Car (1917)
- Fast Company (1918)
- Vanishing Trails (seriado, 1920)
- Battling Brewster (seriado, 1924)
- See America Thirst (1930)
- Gold Diggers of 1935 (1935)
- The Ghost Rider (1935)

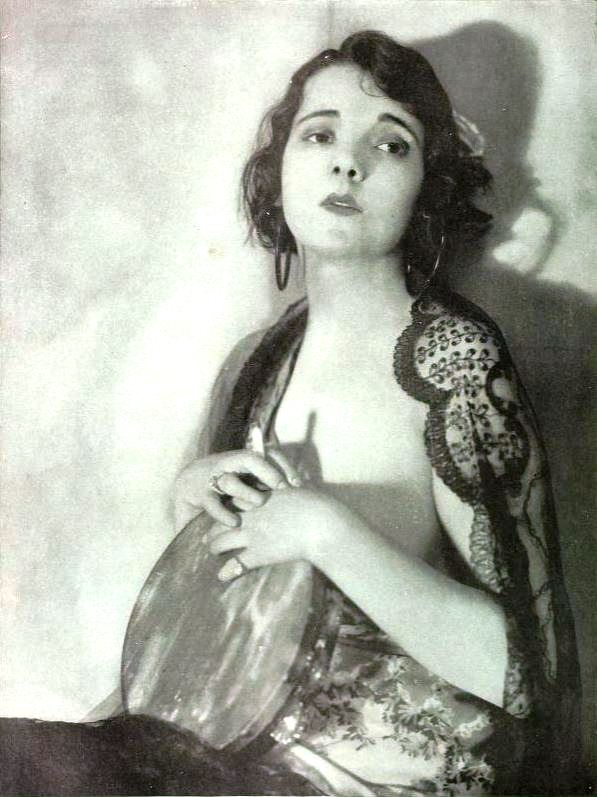
Alma Rubens, cujo casamento com Farnum durou apenas um mês.

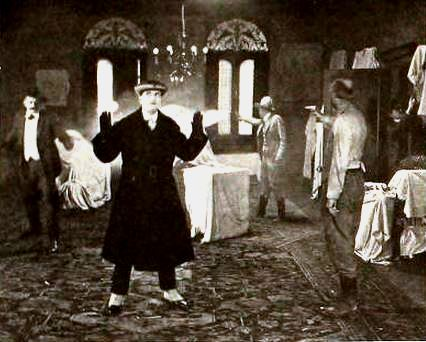
Cena do seriado Vanishing Trails, de 1920, estrelado por Franklyn Farnum

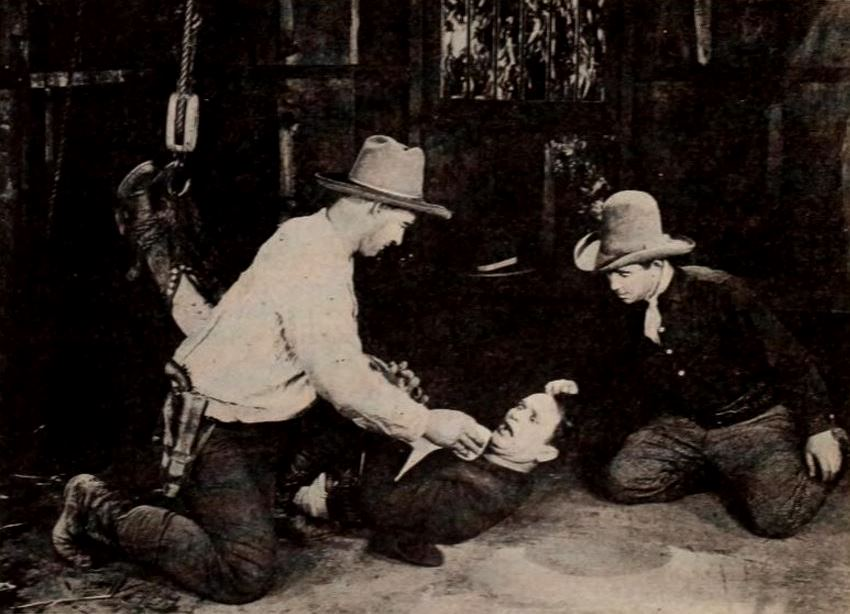
Cena de Vanishing Trails, de 1920, com Franklyn Farnum, na p. 47 de 22 de maio de 1920, Exhibitors Herald

- The Plainsman (não-creditado, 1936)
- What Becomes of the Children? (1936)
- The Preview Murder Mystery (1936)
- The Life of Emile Zola (1937)
- Stagecoach (1939)
- North West Mounted Police (1940)
- The Shadow (1940, não-creditado)
- Meet John Doe (1941)
- Holt of the Secret Service (seriado, 1941)
- Buck Privates (não creditado, 1941)
- Lady Eve (1941, não-creditado)
- Captain Midnight (seriado, 1942)
- I Married a Witch (1942, não-creditado)
- Appointment in Berlin (1943)
- Hail the Conquering Hero (1944)
- Going My Way (1944)
- The Lost Weekend (1945)
- A Song to Remember (1945)
- Wonder Man (1945, não-creditado)
- The Jolson Story (1946)
- Gentleman's Agreement (1947)
- Monsieur Verdoux (1947)
- Road to Rio (1947)
- The Perils of Pauline (1947)
- The Farmer's Daughter (1947)
- Johnny Belinda (1948)
- I Remember Mama (1948)
- Albuquerque (1948)
- State of the Union (1948) (não-creditado)
- The Fighting Kentuckian (1949)
- The Jackie Robinson Story (1950)
- Destination Murder (1950)
- Bright Leaf (1950)
- Destination Moon (1950)
- Sunset Boulevard (1950)
- All About Eve (1950)
- The Man from Planet X (1951)
- Strangers on a Train (1951)
- The Day the Earth Stood Still (1951)
- Here Comes the Groom (1951)
- A Place in the Sun (1951, não-creditado)
- Red Planet Mars (1952)
- The Greatest Show on Earth (1952)
- The Bad and the Beautiful (1952)
- Carrie (1952)
- The Beast from 20,000 Fathoms (1953)
- A Star Is Born (1954)
- White Christmas (1954)
- Black Widow (1954)
- The Long, Long Trailer (1954)
- Living It Up (1954, não-creditado)
- East of Eden (1955)
- Guys and Dolls (1955)
- The Ten Commandments (1956)
- Around the World in Eighty Days (1956)
- Gunfight at the O.K. Corral (1957)
- My Man Godfrey (1957)
- The Tin Star (1957)
- King Creole (1958)
- Party Girl (não-creditado, 1958)
- The Sheepman (1958, não creditado)
- The Gazebo (1959)
- Pillow Talk (1959)